# 大津 (高知市)
大津（おおつ）は、高知県高知市の町名。住居表示は未実施。郵便番号は781-5102 - 5103（高知東郵便局管区）。本項ではかつて同区域に存在した長岡郡大津村（おおつむら）についても記す。

## 地理
高知市の南東部、舟入川の両岸、国道195号およびとさでん交通後免線の沿線にあたる。西で高須砂地・高須、南で介良、東で南国市明見・篠原・小籠、北で布師田および南国市岡豊町小篭・岡豊町中島に接する。舟入川左岸を国道195号と後免線が通過し、舟入川右岸と国分川左岸に挟まれた地域を高知県道374号高知南国線（大津バイパス）および土讃線が通過する。大津バイパスから介良方面へ高知県道248号栗山大津線が縦貫する。南に高天ヶ原山がそびえる。　

### 山岳
- 高天ヶ原山

### 河川
- 国分川
- 舟入川

## 歴史
- 幕末 - 長岡郡大津村が存在。「旧高旧領取調帳」の記載によると高知藩領。
- 明治4年7月14日（1871年8月29日） - 廃藩置県により高知県の管轄となる。
- 1889年（明治22年）4月1日 - 町村制の施行により、近世以来の大津村が単独で自治体を形成。
- 1972年（昭和47年）2月1日 - 高知市に編入。同日大津村廃止。同市大津を新設。
- 2003年（平成15年）3月1日 - 乙の一部が「高須砂地」に町名変更。[4]

## 交通

### 鉄道
- 四国旅客鉄道土讃線
  - 土佐大津駅

- とさでん交通後免線
  - 田辺島通停留場 - 鹿児停留場 - 舟戸停留場 - 北浦停留場 - 領石通停留場 - 清和学園前停留場 - 一条橋停留場 - 明見橋停留場 - 長崎停留場

### バス
南国市コミュニティバス

### 道路
- 国道195号
- 高知県道374号高知南国線（大津バイパス）
- 高知県道248号

## 施設
- 高知県中央児童相談所
- 高知県中央東県税事務所
- 高知中央高等学校
- 高知市立大津中学校
- 高知市立大津小学校
- 大津東保育園
- 芸術学園幼稚園
- 高知県高知東警察署
- 高知運輸支局大津庁舎
- 大津郵便局
- 四国銀行大津支店
- 高知銀行大津支店
- 大津緑地
- 鹿児緑地